# Tour de Capu Neru
Édifiée sur le cap éponyme, la tour de Capo-Nero ou de Capu-Neru est une tour génoise et faisait partie de la juridiction d'Ajaccio et relevait de la Camera. L'édifice est inscrit Monument historique en 1994.
Le poste d'observation de la tour génoise de Capu Neru est repris à l'Inventaire général du patrimoine culturel par la Collectivité Territoriale de Corse.